# Sidi Bou Othmane
Sidi Bou Othmane (arabisch سيدي بوعثمان, Zentralatlas-Tamazight ⵙⵉⴷⵉ ⴱⵓ ⵄⵜⵎⴰⵏ) ist die etwa 12.500 Einwohner zählende Hauptstadt der Provinz Rehamna in der Region Marrakesch-Safi im Süden Marokkos.

## Lage und Klima
Die Stadt Sidi Bou Othmane liegt in einer Höhe von ca. 460 m etwa 34 Kilometer (Fahrtstrecke) nördlich von Marrakesch bzw. 38 km südlich der Provinzhauptstadt Ben Guerir. Das Klima ist gemäßigt bis warm; der eher spärliche Regen (ca. 390 mm/Jahr) fällt hauptsächlich im Winterhalbjahr.

## Bevölkerung
| Jahr      | 1994  | 2004  | 2014  | 2024   |
| Einwohner | 2.872 | 5.066 | 9.181 | 12.490 |

Die Einwohner der Gemeinde und der Stadt sind überwiegend berberischer Abstammung; die meisten sind erst um die Jahrtausendwende aus den Dörfern des Atlasgebirges zugewandert. Gesprochen werden unterschiedliche Berberdialekte und Marokkanisches Arabisch. Untereinander wird meist Marokkanisch-Arabisch gesprochen.

## Wirtschaft
Das Umland ist traditionell landwirtschaftlich geprägt, wobei auch die ehemals von (Halb-)Nomaden betriebene Viehzucht eine wichtige Rolle spielte. Die Einwohner der Stadt leben im Wesentlichen vom Kleinhandel und vom Handwerk; darüber hinaus existieren mehrere staatliche und private Bildungseinrichtungen.

## Geschichte
Bis zu Beginn des 20. Jahrhunderts dürfte es sich nur um einen kleinen Marktflecken gehandelt haben, der sich nur ganz langsam zu einer Kleinstadt fortentwickelte. Im Jahr 1912 fand in der Nähe des Ortes eine Schlacht zwischen den Franzosen und den Truppen des Gegensultans Ahmed al-Hiba statt, die letzterer verlor.

## Sehenswürdigkeiten
In der weitgehend neuen Stadt gibt es keinerlei historisch oder kulturell bedeutsame Sehenswürdigkeiten.